# Stéphanie Morgenstern
Pour les articles homonymes, voir Morgenstern.
Stéphanie Morgenstern est une actrice, réalisatrice, scénariste, productrice et monteuse suisse née le 10 décembre 1965 à Genève (Suisse). Elle est la créatrice avec Mark Ellis de la série Flashpoint.

## Filmographie

### Actrice
- 1978 : Jacob Two-Two and the Dinosaur : Narrator (voix)
- 1978 : Jacob Two-Two Meets the Hooded Fang : Narrator
- 1979 : Jacob Two-Two's First Spy Case : Narrator (voix)
- 1985 : Blue Line : Ilena
- 1986 : Spearfield's Daughter (feuilleton TV) : Trudi
- 1986 : Rupert the Bear (série télévisée) : Tigerlily / Princess Tiara (voix)
- 1986 : A Gift for Kate
- 1986 : Toby McTeague : Sara
- 1987 : Wednesday's Children: Vicky
- 1987 : People and Science: Deadlines
- 1988 : SOS Polluards ("The Smoggies") (série télévisée) : Princes Lila (voix)
- 1989 : Without Work: Not by Choice
- 1989 : The Mountain and the Valley : Effie
- 1990 : Moody Beach : Serveuse
- 1990 : Ding et Dong, le film : Cheftaine
- 1990 : The Nutcracker Prince : Louise (voix)
- 1992 : Midnight Cob (série télévisée) : Jiggs
- 1992 : Blazing Dragons (série télévisée) : Princess Flame (voix)
- 1993 : Taking Liberty : Sarah
- 1994 : Bishôjo senshi Sailor Moon S: The Movie : Mina - Sailor Venus (voix)
- 1995 : Why I'll Never Trust You (In 200 Words or Less)
- 1995 : Curtains : Claire
- 1995 : Butterbox Babies : Dorothy / Daisy
- 1995 : Sailor Moon (série télévisée) : Sailor Venus / Mina (I) (eps 29-82) (1995, 1997) (voix)
- 1997 : Strands
- 1997 : De beaux lendemains (The Sweet Hereafter) : Allison
- 1998 : Revoir Julie : Juliet
- 1998 : Birdz (série télévisée) : Steffy Storkowitz (voix)
- 1998 : Mind Games (TV) : Anna
- 1998 : 2 secondes : Sugrun
- 1999 : The Rememberer : Annie
- 1999 : Our Guys: Outrage at Glen Ridge (TV) : Professor
- 1999 : Dash and Lilly (TV) : Studio Secretary
- 1999 : P.T. Barnum (feuilleton TV) : Nancy (Fish)
- 2000 : Passengers (court métrage) : Rachel
- 2000 : Fantômes d'amour (Believe) : Mary Alice Stiles
- 2000 : Shooter (court métrage) : Chris
- 2000 : Maelström : Claire Gunderson
- 2000 : Café Olé : Sharon
- 2001 : Remembrance : Aurora Isaacs
- 2001 : La Vie, la vie (série télévisée) : Jennifer
- 2002 : Power Stone (série télévisée) (voix)
- 2002 : Blue Skies, court-métrage d'Ann Marie Fleming : Dresser
- 2003 : Blizzard : Miss Ward
- 2003 : Cold Creek Manor : Local
- 2005 : Riding the Bus with My Sister (TV) : Olivia

### Réalisatrice
- 1995 : Curtains
- 2001 : Remembrance

### Scénariste
- 1995 : Curtains
- 2001 : Remembrance

### Productrice
- 1995 : Curtains

### Monteuse
- 1995 : Curtains